# Монастырищенский спиртовой завод
Монастырищенский спиртовой завод — предприятие пищевой промышленности в городе Монастырище Монастырищенского района Черкасской области.

## История
Небольшой винокуренный завод в местечке Монастырище Липовецкого уезда Киевской губернии Российской империи действовал уже в конце XIX века.
В феврале 1918 года здесь была провозглашена Советская власть, но в дальнейшем селение оказалось в зоне боевых действий гражданской войны. В январе 1920 года Советская власть была восстановлена, началось восстановление хозяйства.
В январе 1923 года Монастырище стало районным центром, что способствовало его экономическому развитию. В первой половине 1920-х годов предприятие было отремонтировано, но в связи с отсутствием ресурсов и сырья оно некоторое время простаивало. В 1928 году Монастырищенский спиртовой завод был запущен и начал выпуск продукции. 
В ходе индустриализации завод был оснащён новым оборудованием, в середине 1930-х годов здесь началось стахановское движение. 
В ходе Великой Отечественной войны 23 июля 1941 Монастырище было оккупировано наступавшими немецкими войсками, 10 марта 1944 года - освобождено частями 42-й гвардейской стрелковой дивизии РККА. Началось восстановление хозяйства (в том числе, спиртзавода, который гитлеровцы успели повредить)
В 1944 - 1946 гг. спиртзавод был в основном восстановлен.
В соответствии с шестым пятилетним планом развития народного хозяйства СССР завод был реконструирован, в 1959 году здесь был введен в эксплуатацию новый аппаратный цех мощностью 3000 декалитров спирта-ректификата в сутки. 
В 1970 году производственная мощность завода составляла 3500 декалитров спирта в сутки, а общая стоимость выпущенной в 1970 году продукции составила 4152 тыс. рублей. После начала антиалкогольной кампании, в 1986 году предприятие было перепрофилировано в фармацевтический завод.
В целом, в советское время спиртзавод входил в число ведущих предприятий райцентра.